# César Cui
Pour les articles homonymes, voir Cui.
 (février 2023).
Si vous disposez d'ouvrages ou d'articles de référence ou si vous connaissez des sites web de qualité traitant du thème abordé ici, merci de compléter l'article en donnant les références utiles à sa vérifiabilité et en les liant à la section « Notes et références ».
Œuvres principales
- Le Prisonnier du Caucase, opéra

César Antonovitch Cui (en russe : Це́зарь Анто́нович Кюи́), né le 6 janvier 1835 (18 janvier dans le calendrier grégorien) à Wilna (aujourd'hui Vilnius) et mort le 26 mars 1918 à Pétrograd (aujourd'hui Saint-Pétersbourg), est un compositeur russe. Il est notamment connu pour avoir appartenu au Groupe des Cinq, un groupe de musiciens dont l’objectif était de produire de la musique typiquement russe. Il fut également un critique musical très influent.

## Biographie
Cesarius-Benjaminus (tel que son nom est écrit sur le registre de baptême catholique) Cui naît à Wilna, dans le gouvernement de Wilna, aujourd'hui en Lituanie. Il est le cadet de cinq enfants. Son père, un Français ayant servi dans l’armée napoléonienne lors de la campagne de Russie, dont le nom était sûrement « Queuille » modifié pour la prononciation locale, s’est installé à Wilna par la suite, et y avait épousé Julia Gucewicz, qui lui donne cinq enfants, dont César. 
César Cui grandit au carrefour de plusieurs cultures, et apprend le français, le russe, le polonais et le lituanien. En même temps, il pratique le piano avec sa sœur, et compose déjà de petites pièces à l’âge de quatorze ans. Quelques mois plus tard, il suit des cours de théorie musicale avec le compositeur polonais Stanisław Moniuszko qui réside alors à Wilna. Avant même de finir le lycée, il est envoyé à Saint-Pétersbourg pour préparer l’entrée de l’École supérieure du Génie civil, et y parvient en 1851 à l’âge de 16 ans. Il est diplômé de l’Académie en 1855, et, après des études avancées à l’académie du génie Nicolas, il commence sa carrière militaire en tant qu’instructeur, et enseigne l’art des fortifications. Il compte au nombre de ses élèves des membres de la famille impériale, dont le futur empereur de Russie Nicolas II. Dans le même temps, une rencontre importante sur le plan musical avec le compositeur Mili Balakirev en 1856 l’influence profondément.
Dès lors, il compose beaucoup, et fait représenter ses œuvres pour la première fois en 1859 sous la direction du compositeur Anton Rubinstein qui dirige le Scherzo op. 1 de Cui. Cette œuvre reflète la vie privée de Cui : en effet, en 1858, il épouse une élève du compositeur russe  Alexandre Dargomyjski, nommée Malvina Rafaïlovna Bamberg, et lui compose ce scherzo, qui utilise en guise de thème certaines des lettres de « Bamberg ». Dix ans plus tard, Cui fait représenter pour la première fois l’un de ses opéras. Il s’agit de William Ratcliff, fondé sur la tragédie de Heinrich Heine, mais c’est un échec. De même que plusieurs de ses opéras, comme Le Flibustier (1894), le seul de ses opéras à utiliser un texte français, de Jean Richepin. En revanche, l’opéra-comique Le Fils du mandarin, en un acte, a plus de succès.
Il entretient une relation d’estime réciproque pendant toutes ces années avec Franz Liszt qui pense le plus grand bien des œuvres du compositeur russe. La Tarentelle pour orchestre, op. 12 constituera d’ailleurs la base de la dernière transcription pour piano de Liszt (1885).
En 1883, César Cui poursuit son activité de musicien en prenant des responsabilités dans le comité de sélection des opéras du théâtre Mariinsky de Saint-Pétersbourg, mais il décide de quitter le comité en même temps que Rimsky-Korsakov, les deux compositeurs protestant contre le refus des directeurs de faire représenter La Khovanchtchina de Moussorgsky. Il conserve néanmoins le poste de directeur de la section de Saint-Pétersbourg de la Société russe de musique de 1896 à 1904. Cui obtient le soutien de Maria Kerzina et de son mari qui ont fondé en 1896 le Cercle des amis de la musique, et qui octroient dès 1898 une place importante aux œuvres de Cui dans les concerts qu’ils organisent. Il ne s’agit pas là du premier soutien puisque quelques années auparavant, Cui a aussi bénéficié du soutien en Belgique de la comtesse de Mercy-Argenteau, qui favorise la représentation des œuvres du compositeur dans son pays.
Une reconnaissance musicale officielle suit petit à petit ces initiatives privées : après la représentation du Flibustier à Paris, Cui se voit remettre la Grand Croix de la Légion d'honneur. Il devient membre de l’Académie Royale de Belgique d’Art et Littérature en 1896. En 1909 et 1910, on célèbre par des fêtes le cinquantième anniversaire des premières compositions de Cui. 
Quelques années plus tard, en 1916, le compositeur devient aveugle, victime d’une maladie, mais continue à composer des pièces en les dictant. Il meurt d’une apoplexie cérébrale, le 13 mars 1918, et est enterré aux côtés de sa femme dans le cimetière Smolensk pour les non-orthodoxes à Saint-Pétersbourg. En 1939, son corps est déplacé pour être enterré au cimetière Tikhvine de Saint-Pétersbourg, aux côtés des autres membres du Groupe des Cinq.
Sans dire qu'il était de nature faible, il ne laisse pas réellement de trace originale dans l'histoire de la musique russe, dont ses compositions ne se réclament d'ailleurs pas. Il écrivit dix opéras, de l'avis de ses contemporains sans beaucoup d'inspiration, une grande quantité de mélodies, et des pièces pour piano. L'ensemble est assez réfléchi, sans remous, bien conçu, mais n'attira jamais vraiment l'attention.

## L'œuvre musicale

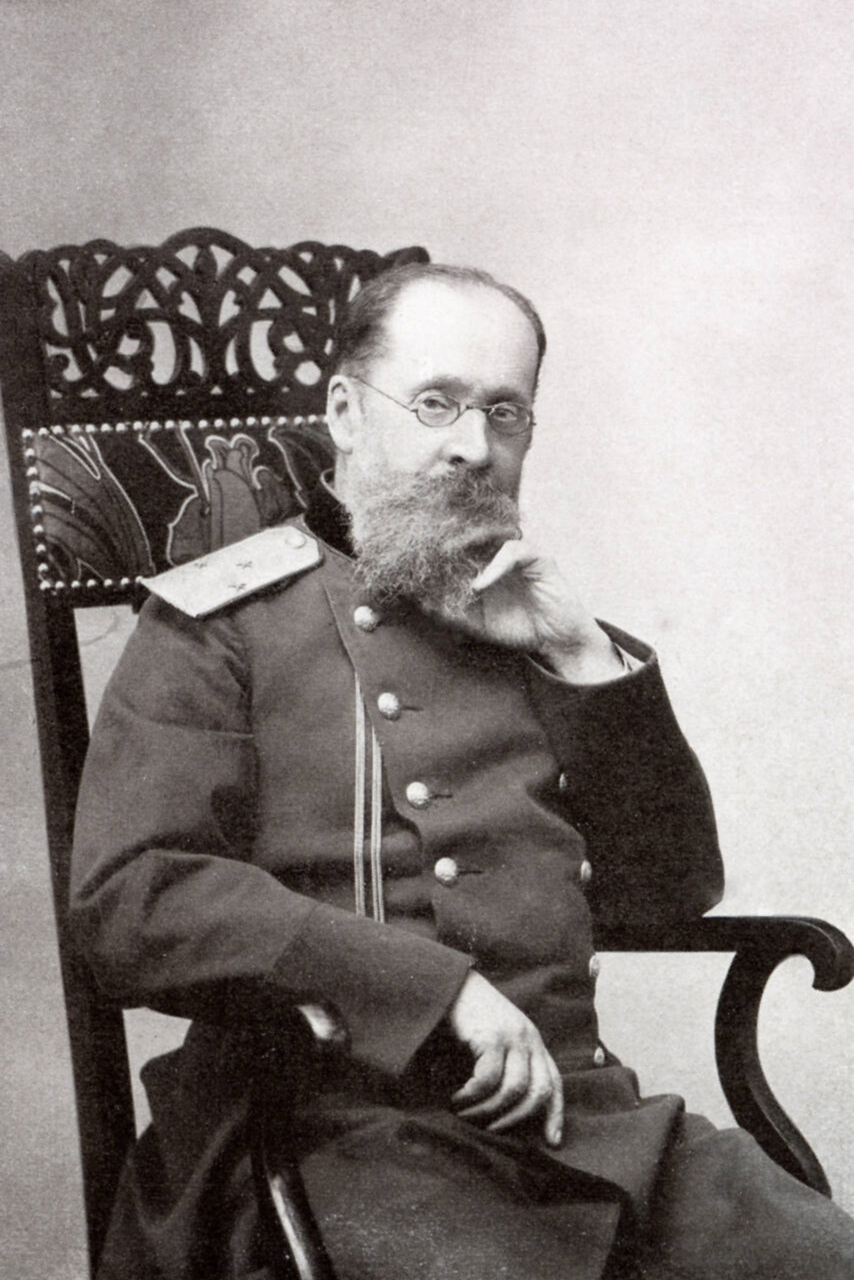
Photographie de Cui.

César Cui a composé de nombreuses pièces, dans pratiquement tous les genres de musiques, à l’exception notable de la symphonie. Cui a notamment écrit nombre de chants en russe, français, polonais, et allemand, dont des duos. De nombreuses pièces pour piano et de musique de chambre, dont trois quatuors à cordes, figurent au catalogue du compositeur. Les opéras y occupent également une place importante, puisqu’il en a composés quinze. Le premier opéra du compositeur est Le Prisonnier du Caucase, sur un livret inspiré par Pouchkine. Mais le plus connu reste William Ratcliff, inspiré par la pièce de Heine, qui est représenté pour la première fois le 14 février 1869 au théâtre Mariinsky, sous la direction d’Eduard Napravnik. Cet opéra est bien accueilli par le Groupe des Cinq, mais peine à atteindre une vraie reconnaissance publique, même s’il s’agit là du premier opéra du Groupe des Cinq à être représenté.
On note également que les conflits mondiaux ont beaucoup influencé Cui : les périodes de la guerre russo-japonaise de 1904-1905 et de la Première Guerre mondiale ont vu naître nombre de chants et de marches militaires. Le compositeur a également écrit de la musique religieuse : trois Psaumes, quelques Ave Maria, et une version du Magnificat.
Plus tard dans sa vie, Cui s’est intéressé à la musique pour enfants, et a écrit des opéras entièrement destinés aux enfants qui y incarnent les rôles. Le compositeur a également écrit plusieurs chansons pour les plus jeunes.

## La deuxième carrière: critique musical
Comme critique musical, Cui a été aussi très prolifique, puisqu’il a écrit presque huit cents articles entre 1864 et 1918 dans divers journaux en Russie, et en Europe. Il couvre les concerts, les récitals, les nouvelles compositions, et la vie musicale en général. De nombreux articles traitent d’opéras.  Dans les premières années de son activité de critique musical, il signe par trois étoiles à la fin des articles, car, étant militaire, il ne peut pas se permettre de signer de son vrai nom. Cependant, dans le milieu musical de Saint-Pétersbourg, on comprend vite de qui il s’agit.
Il émet des avis parfois très tranchés dans ses papiers, dénigrant tout ce qui s’est fait avant Beethoven, et valorisant énormément les œuvres russes, notamment celles du groupe des Cinq qui, pourtant, ne sont pas exempts des critiques de Cui lorsque ce dernier, comme pour la première de Boris Godounov, n’apprécie pas l’œuvre. En dehors du groupe des Cinq, peu de compositeurs russes trouvent grâce à ses yeux, notamment Tchaïkovski ou Anton Rubinstein, qu'il éreinte régulièrement dans ses critiques[réf. nécessaire]... En ce qui concerne les compositeurs occidentaux, Cui considère les œuvres de Berlioz et de Liszt comme progressives. Il admire les aspirations de Wagner concernant le drame musical, mais n’est pas d’accord avec les moyens d’y arriver (critiquant notamment le principe du leitmotiv).

## Œuvre

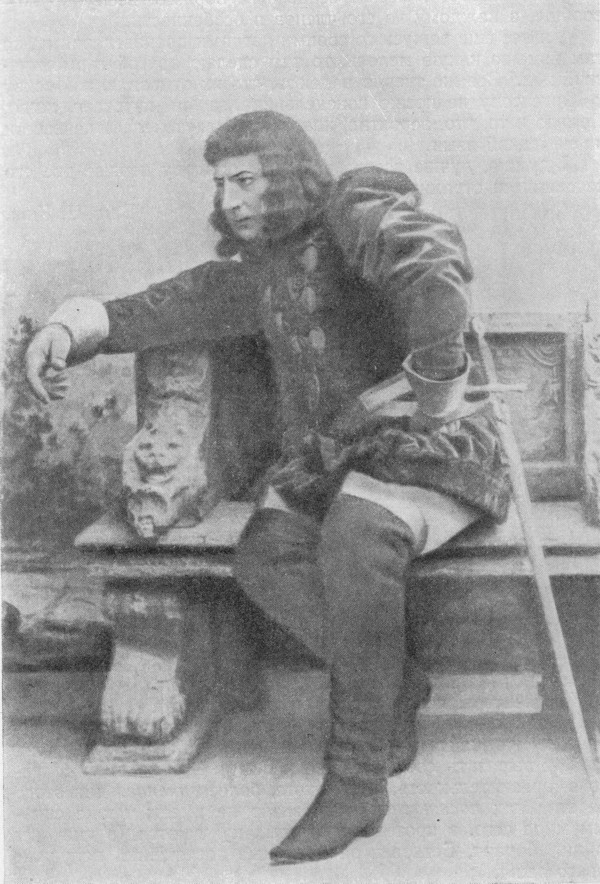
Ivan Yerchov dans le rôle de Charles VII à la première du Sarrazin (2 novembre 1899), Mariinsky.

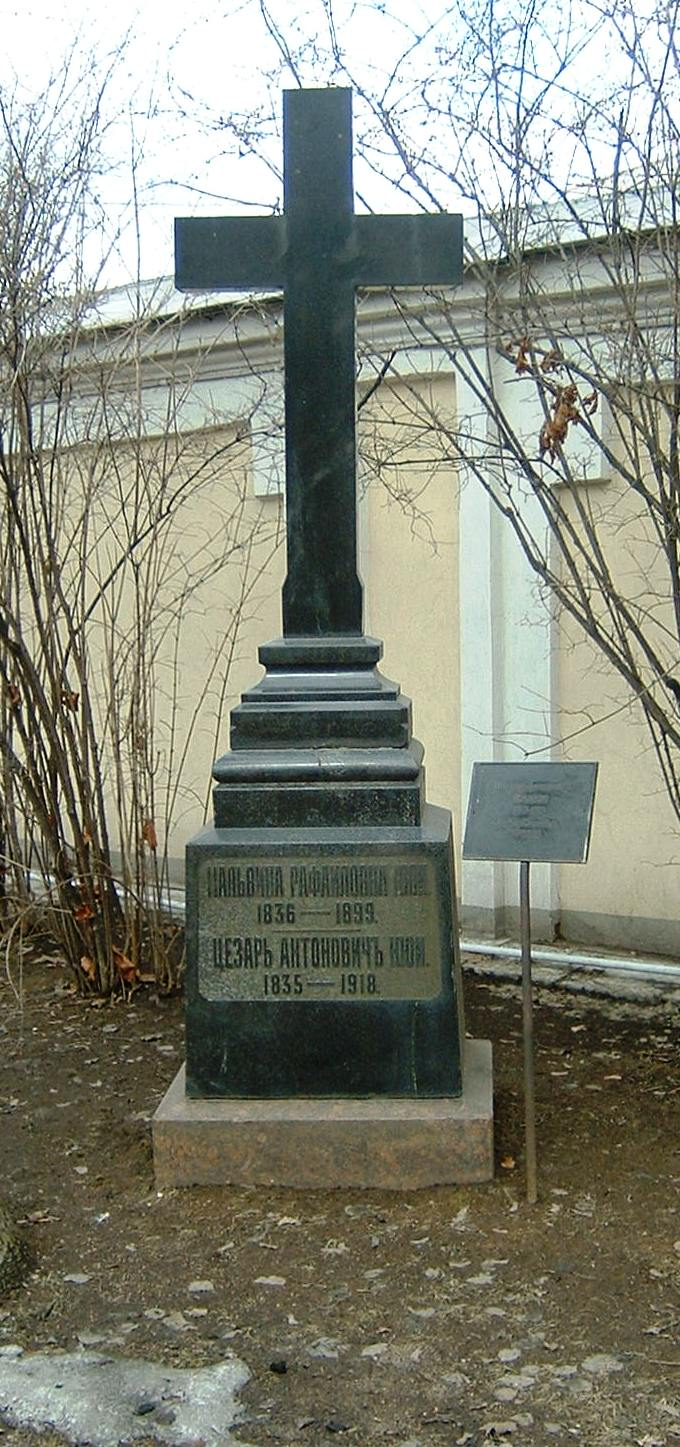
Tombe de Cui au cimetière Tikhvine de la laure Saint-Alexandre-Nevski de Saint-Pétersbourg.

### Œuvre orchestrale
- Suite no 1 op. 20 Suite miniature (1882)
- Suite no 2 op. 38 (1887)
- Suite no 3 op. 43 In Modo populari (1890)
- Suite concertante op. 25 pour violon et orchestre (1884)
- Trois scherzi op. 82 (1910)

### Opéras
- Le Prisonnier du Caucase (1857-58, révisé en 1881-82)
- Le Fils du mandarin (1859)
- William Ratcliff (1861-1868) adapté de la tragédie d'Heinrich Heine.
- Angelo (1871-1875)
- Le Flibustier (1888-1889) à partir d'un texte français de Jean Richepin.
- Le Sarrazin (1899)
- Le Festin en temps de peste (1900)
- Mademoiselle Fifi, opéra en un acte d'après Guy de Maupassant (1900)
- Mateo Falcone (1906)
- La Fille du capitaine (1907-1909)
- Le Petit chaperon rouge, opéra pour enfants (1911)
- Le Chat botté, opéra pour enfants (1913)

### Musique vocale
- Cantate pour le tricentenaire de la dynastie des Romanov, op. 89 (1913)
- Chœurs a cappella
- Musique chorale spirituelle
- Environ 350 chants et lieder, dont plus de 50 pour enfants

### Musique de chambre

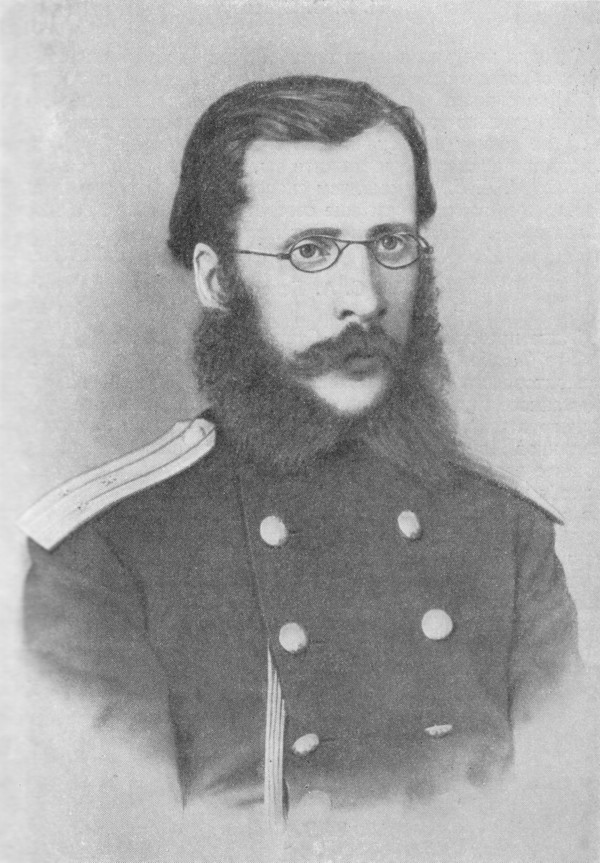
César Cui vers 1870.

### Piano
- Sonatine op. 106 (1916)
- À Argenteau, 9 pièces op. 40 (1887)
- 25 préludes op. 64 (1903)
- Thèmes et variations op. 61 (1901)
- Morceaux pour piano à quatre mains
- Nombreux petits morceaux (valses, mazurkas, etc.)
- Dix-huit Miniatures ( dédicacé : à ma petite Lydie. / Edit. Alphonse Leduc.)